# Zapadnoštokavski govori
Zapadnoštokavski govori, poznati i pod nazivima zapadnoštokavski dijalekti, zapadna štokavština, zapadni štokavski govori, zapadni govor i šćakavski, govori su zapadnog tipa štokavskoga narječja.
Pretpostavlja se kako se u predmigracijskom razdoblju između 9. i 15. st., odnosno 16. i 17. st. može govoriti o starom tzv. zapadnoštokavskom narječju, odnosno o zapadnoštokavskom narječju. U tom razdoblju zapadnoštokavski govori su bili prostorno jedinstveni, odlikovao ih je šćakavizam i bliska veza s kajkavskim narječjem i čakavskim narječjem.

### Granice zapadnoštokavskih govora prije migracija
Zapadnoštokavski govori su do 16. i 17. stoljeća graničili s kajkavskim i čakavskim narječjem na zapadu, te s istočnoštokavskim govorima na istoku.
Zapadna granica s kajkavskim narčjem je išla približno od ušća Une u Savu prema sjeveroistoku, istočnije od današnje Virovitice i dalje u današnju Mađarsku. 
Zapadna granica s čakavskim narječjem se prostirala istočno od Une, uz Dinaru, uz izbijanje na more istočno od Cetine. Otoci su bili čakavski, obala zapadnoštokavska, no zapadni Pelješac, Korčula i Lastovo su čakavski, istočni Pelješac, Mljet i otoci pred Dubrovnikom zapadnoštokavski. 
Istočna granica najvjerojatnije je išla Dunavom pa zatim do područja nešto zapadno od Drine i dalje nedaleko od današnje Foče. Odatle je granica išla prema Neretvi, ali tako da je Neretva s okolicom bila u zapadnoj štokavštini; zatim je odijelila zapadnoštokavsko Dubrovačko primorje od zaleđa i izlazi na more u Boki kotorskoj.

### Razvoj
Zapadnoštokavski (poznat i kao šćakavski) se razvio iz iste osnove iz koje su se razvili kajkavsko narječje, čakavsko narječje i slovenski dijalekti, opisane u zapadni južni slavenski jezici. 

Riječ je o najistočnijem hrvatskom narječju. Narječje je dosta srodno s južnom grupom čakavskih dijalekata (Južnočakavski dijalekt (prijelazni čakavsko-štokavski dijalekt), Lastovski dijalekt (prijelazni čakavsko-štokavski dijalekt, možda i jekaviziran iz Dubrovnika, Jugozapadni istarski dijalekt (čakaviziran štokavski dijalekt).
Za vrijeme turske provale u naše krajeve dolazi do velikih migracija stanovništva prilikom čega se pod različitim dijalektnim utjecajima uz postojeće nenovoštokavske dijalekte zapadne štokavštine razvijaju i novoštokavski dijalekti kako u zapadnoj štokavštini tako i u istočnoj štokavštini, ovi novoštokavski dijalekti međusobno se značajno ujednačuju pri čemu se gube glavne narječne osobine zapadne štokavštine u podrijetlom zapadnoštokavskima i istočne štokavštine u podrijetlom istočnoštokavskima, to je zapadnoštokavske dijalekte udaljilo od čakavskih i kajkavskih a istočnoštokavske od torlačkih osobina što je osnovni razlog grupiranja sviju zapadnoštokavskih i istočnoštokavskih dijalekata u jedno zajedničko štokavsko narječje.
- Gubitak osnovnih obilježja samostalnog narječja

U drugom pak periodu, 13. – 14. stoljeće, dolazi do većega broja promjena glasova i oblika, što u konačnici ima za posljedak redukciju broja glasova iz fonemskoga inventara starocrkvenoslavenskoga jezika. Treće razdoblje, u 14. i 15. stoljeću, svjedokom je miješanja dijalekata, većih migracija zbog osmanske najezde, nestanka zasebnih oblika zapadne i istočne štokavštine i stvaranja novoštokavskih dijalekata koji ostaju supostojati s nenovoštokavskima.
Očuvane primjerke starijih zapadnoštokavskih govora imamo i u;
- Gradišću, u područjima naseljenima štokavskim Hrvatima. To su bivši šćakavski govori Unsko-vrbaškog međurječja (nastali su na tom prostoru), a koji sadrže više karakteristika koje ih povezuju s čakavštinom.
- Moliseu, u područjima naseljenima Hrvatima. To su bivši štakavski govori zapadne Hercegovine i Imotske krajine (nastali su na tom prostoru).

### Dijalekti nastali iz zapadne štokavštine
Hrvatski i djelom bošnjački zapadnoštokavski dijalekti i danas se jasno raspoznaju od onih nehrvatskih istočnoštokavskih, te razlike su posebno uočljive kod nenovoštokavskih/staroštokavskih dijalekata, to jest onih koji se nisu ponovoštokavili. U cijelom tome sklopu za hrvatski je jezik važna činjenica da su zapadni štokavski dijalekti nedjeljivi od kajkavskih i čakavskih bitnija od njihova odnosa prema ostalim štokavskim dijalektima.
Dijalekti proiznikli iz zapadnoštokavskoga narječja su: 
1. Sjeverni dijalekt (slavonski, starošćakavski miješanog jata, ikavskog, ikavsko-ekavskog i neizmijenjenog/zatvoreno e)
2. Istočni dijalekt (istočnobosanski dijalekt, starošćakavski jekavskog refleksa jata)
3. Zapadni dijalekt
4. Južni dijalekt (dio novoštokavskih (i)jekavskih poddijalekata podrijetlom iz zapadnoštokavskoga narječja kao što su dubrovački poddijalekt, neretvanski poddijalekt i govori s jednosložnim jatom zapadno od Brčkog (koje Josip Lisac karakterizira kao sjeverozapadni/krajiški poddijalekt, a koji su nastali iz starog neretvanskog dijalekta)

## Vanjske poveznice
- Matica hrvatska  Arhivirana inačica izvorne stranice od 23. kolovoza 2007. (Wayback Machine) Josip Lisac: Proučavanja hrvatskih štokavskih organskih idioma
- Dalibor Brozović, Deset teza o hrvatskome jeziku, Zbornik radova sa susreta hrvatskih studenata u tuđini (1981. – 1986.), Susreti 6, Zagreb – Bochum, str. 136–145., 1986.
- Josip Lisac:Dubrovnik i hrvatska tradicija